# Teilanschlussstelle
Eine Teilanschlussstelle (kurz TAS) oder Halbanschlussstelle (in Österreich, kurz HASt) ist eine Anschlussstelle einer Autobahn oder Autostraße (autobahnähnliche Straßen, Schnellstraße), bei der man nur von einer Richtung kommend abfahren kann und auch nur in eine Richtung auf die Autobahn auffahren kann. Das geht für jeweils eine Richtungsfahrbahn (links- oder rechtsseitiger Halbanschluss) genauso wie für den Autobahnverlauf (von und nach nur der einen Richtung). Zu den Teilanschlüssen im weiteren Sinne gehören dann alle sonstigen Formen irregulärer Anbindungen (nur eine oder eine fehlende Anbindung). Ist die Zufahrtsstraße bei einer Teilanschlussstelle ebenfalls eine Autobahn, so spricht man von einer Autobahngabelung. Zwischenform ist wie bei Vollanschlüssen der Autobahnzubringer als kurzes Straßenstück mit Autobahncharakter.
Es gibt mehrere Gründe für den Bau einer Teilanschlussstelle. Häufig verhindern dichte Bebauung oder schwierige Geländeverhältnisse im Umfeld der Anschlussstelle den Bau weiterer Verbindungsrampen. In anderen Fällen wird zunächst eine Teilanschlussstelle eingerichtet und diese später zu einer vollständigen Anschlussstelle erweitert. Die Teilanschlussstelle stellt in diesem Fall eine Zwischenausbaustufe dar. Oft sind Halbanschlüsse für eine Richtung durch nahegelegene Halbanschlüsse für die andere Richtung ergänzt (verteilter Vollanschluss).
Auch Autobahndreiecke und Autobahnkreuze können so ausgebildet sein, dass nur in bestimmte Richtungen auf- und abgefahren werden kann. Ein Beispiel ist das Autobahndreieck Bordesholm.

Anschluss nur von und nach einer Zielrichtung
Anschluss nur aus und in eine Fahrtrichtung
Teilanschlussstelle: nur eine Ausfahrt
Höhenfreie Teilanschlussstelle

## Beispiele

### Anschlussstellen
| Ort                                             | Autobahn | Auffahrt                                               | Abfahrt                                              | Bauform (Gründe) | Koordinaten                                               |
| ----------------------------------------------- | -------- | ------------------------------------------------------ | ---------------------------------------------------- | --- | --------------------------------------------------------- |
| Anschlussstelle Werfen/Pfarrwerfen (Exit 43/44) | AT A 10  | Werfen nur nach Salzburg; Pfarrwerfen nur nach Villach | Werfen nur von Salzburg; Pfarrwerfen nur von Villach | Werfen: Zubringer; Pfarrwerfen: 2 Direktrampen (Platzmangel im Alpental) | 47° 28′ 14″ N, 13° 11′ 57″ O 47° 27′ 26″ N, 13° 12′ 45″ O |
| Ausfahrt Delmenhorst-Ost                        | DE A 1   | keine                                                  | nur aus Richtung Osnabrück                           | liegt direkt neben dem Autobahndreieck Stuhr zur A 28 und deren vollständiger Anschlussstelle Groß Mackenstedt, siehe Grafik |                                                           |
| Ausfahrt Bad Eilsen-Ost                         | DE A 2   | keine                                                  | nur aus Richtung Hannover                            | | 52° 13′ 16″ N, 9° 7′ 32″ O                                |
| Auffahrt Idstein-Süd                            | DE A 3   | nur in Richtung Frankfurt am Main                      | keine                                                | Entlastung der Anschlussstelle Idstein im morgendlichen Berufsverkehr | 50° 12′ 17″ N, 8° 15′ 7″ O                                |
| Anschlussstelle Frechen-Nord                    | DE A 4   | nur in Richtung Aachen                                 | nur aus Richtung Aachen                              | hat eine CGTL | 50° 55′ 47″ N, 6° 49′ 11″ O                               |
| Ausfahrt Frankfurt-Westhafen                    | DE A 5   | nur in Richtung Kassel                                 | nur aus Richtung Kassel                              | | 50° 5′ 26″ N, 8° 37′ 3″ O                                 |
| Ausfahrt Bochum Freudenbergstraße               | DE A 40  | keine Auffahrt                                         | nur in Richtung Essen                                | Zubringer zu einem Industriegebiet (Schlachthof Bochum), die angeschlossene Freudenbergstraße führt unmittelbar zur folgenden Anschlussstelle Bochum-Hamme | 51° 29′ 49″ N, 7° 11′ 58″ O                               |
| Auffahrt Alsdorf-Begau                          | DE A 44  | nur in Richtung Aachen                                 | keine Abfahrt                                        | | 50° 50′ 48″ N, 6° 11′ 44″ O                               |
| Auffahrt Reichswaldallee                        | DE A 44  | nur in Richtung Kreuz Ratingen-Ost                     | keine Abfahrt                                        | |                                                           |
| Anschlussstelle Böblingen-Ost                   | DE A 81  | nur in Richtung Stuttgart                              | nur aus Richtung Stuttgart                           | | 48° 42′ 13″ N, 9° 2′ 14″ O                                |
| Anschlussstelle Neuötting-Ost                   | DE A 94  | nur in Richtung Marktl / Passau                        | nur aus Richtung Marktl / Passau                     | Bis zur Verkehrsfreigabe der Umfahrung Mühldorf war die Anschlussstelle Nr. 24 die Zufahrt aus der B 12 (zwischen den Anschlussstellen 19 und 24 jetzt abgestuft zur St 2550) auf die A94, ein lokales Verkehrsbedürfnis von Alzgern Richtung München wurde nicht ermittelt / berücksichtigt. | 48° 14′ 54″ N, 12° 45′ 7″ O                               |
| Anschlussstelle Binzen                          | DE A 98  | nur in Richtung Lörrach                                | nur aus Richtung Lörrach (Behelfsausfahrt)           | | 47° 37′ 40″ N, 7° 37′ 12″ O                               |
| Anschlussstelle Britzer Damm                    | DE A 100 | nur in Richtung Hamburg                                | nur aus Richtung Hamburg                             | Einfahrt und Ausfahrt direkt in den Tunnel |                                                           |
| Anschlussstelle Bucher Straße                   | DE A 114 | nur in Richtung Dreieck Pankow                         | nur aus Richtung Prenzlauer Promenade                | |                                                           |
| Anschlussstelle Vienenburg-Süd                  | DE A 369 | nur in Richtung Bad Harzburg                           | nur aus Richtung Bad Harzburg                        | Zubringer aus südlicher Richtung, Anbindung nach Osten/Norden über A 36 | 51° 55′ 50″ N, 10° 33′ 51″ O                              |
| Ausfahrt Bonn-Tannenbusch                       | DE A 565 | nur in Richtung Dreieck Bonn-Nordost                   | nur aus Richtung Dreieck Bonn-Nordost                | | 50° 44′ 33″ N, 7° 4′ 18″ O                                |
| Ausfahrt Neustadt-Ost                           | DE B 31  | nur in Richtung Donaueschingen                         | nur aus Richtung Donaueschingen                      | AS an der Gutachtalbrücke, Vervollständigung über die AS Rudenberg |                                                           |
| Anschlussstelle Lutter am Barenberge            | DE B 82  | nur in Richtung Goslar                                 | nur aus Richtung Goslar                              | Zubringer zu/aus Lutter am Barenberge, Vervollständigung über Anschlussstelle B 82/B 248 weiter westlich | 51° 57′ 19″ N, 10° 16′ 3″ O                               |

### Autobahnkreuze und Autobahndreiecke
| Ort                           | Autobahn       | Auffahrt                  | Abfahrt                    | Bauform (Gründe)                          | Koordinaten                 |
| ----------------------------- | -------------- | ------------------------- | -------------------------- | ----------------------------------------- | --------------------------- |
| Autobahndreieck Bordesholm    | DE A 7 / A 215 | nur in Richtung Hamburg   | nur aus Richtung Hamburg   |                                           | 54° 10′ 24″ N, 9° 57′ 24″ O |
| Autobahndreieck Hannover-Nord | DE A 7 / A 352 | nur in Richtung Hamburg   | nur aus Richtung Hamburg   |                                           | 52° 32′ 42″ N, 9° 47′ 54″ O |
| Autobahndreieck Hannover-Süd  | DE A 7 / A 37  | nur in Richtung Kassel    | nur aus Richtung Kassel    |                                           | 52° 18′ 15″ N, 9° 52′ 35″ O |
| Autobahndreieck Hannover-West | DE A 2 / A 352 | nur in Richtung Bielefeld | nur aus Richtung Bielefeld |                                           | 52° 25′ 39″ N, 9° 39′ 57″ O |
| Autobahndreieck Saarbrücken   | DE A 6 / A 620 | nur in Richtung Mannheim  | nur aus Richtung Mannheim  | AS Saarbrücken-Güdingen am Ende der A 620 |                             |

## Unvollständige Anschlussstellen
Darüber hinaus gibt es unvollständige Anschlussstellen, bei denen aus einer Richtung eine Auffahrt oder Abfahrt nicht möglich ist.
| Ort                                 | Autobahn | Fehlende Anbindung                     | Bauform (Gründe) | Koordinaten                |
| ----------------------------------- | -------- | -------------------------------------- | ---------------- | -------------------------- |
| Ausfahrt Windach                    | A 96     | Abfahrt aus Richtung Landsberg am Lech |                  | 48° 4′ 24″ N, 11° 2′ 13″ O |
| Anschlussstelle Frankfurt-Niederrad | A 5      | Ausfahrt aus Richtung Kassel           |                  |                            |